# هنر معاصر

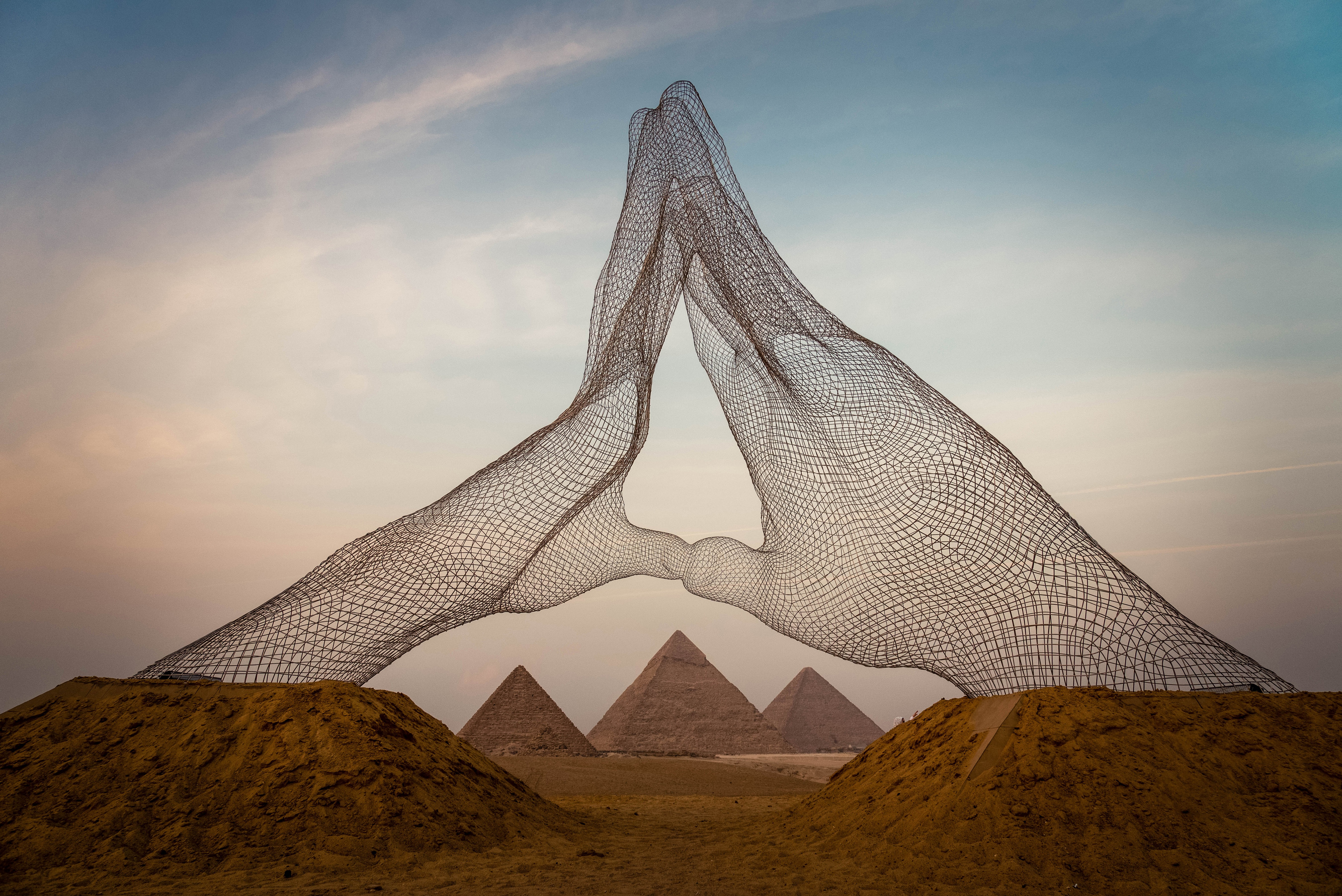
نگاره‌ای از یکی از آثار شرکت‌کننده در جشنوارهٔ «همیشه اکنون است» که در مقابل هرم‌های بزرگ جیزه برگزار می‌شود و هر ساله، به مدت چند هفته این مکان نمادین را به یک گالری هنری فضای باز تبدیل می‌کند. این اثر توسط لورنزو کوئین (en)، مجسمه‌ساز معاصر ایتالیایی خلق شده است.

هنر معاصر هنر تولید شده در دوره کنونی است. هنر معاصر، گسترش یافته از هنر پست مدرن است که خود جانشین هنر نوگرا است.

## تاریخچه
جامعه هنرهای معاصر در لندن، در سال ۱۹۱۰ توسط راجر فرای و دیگران تأسیس شد و به عنوان یک جامعه خصوصی برای خرید آثار هنری در موزه‌های عمومی بود. تعدادی از نهادهای دیگر با استفاده از اصطلاح «هنر معاصر» در دهه ۱۹۳۰ تشکیل شدند. از جمله در سال ۱۹۳۸ انجمن هنر معاصر آدلاید در استرالیا تأسیس شد و تعداد بیشتری نیز پس از سال ۱۹۴۵ به وجود آمدند.
| - هیجان‌نمایی انتزاعی - انتزاع تغزلی (Abstract lyrique) - موقعیت‌گرای بین‌الملل - تاشیسم - مکتب واقع‌گرایی خیالی وین | - هیجان‌نمایی انتزاعی - هنر مفهومی - هنر سینتیک - انتزاع تغزلی (American version) - ساده‌گرایی - نودادا - نوواقع‌گرایی - هنر دیدگانی - هنر اجرا - هنر عامه - انتزاع پسانقاشانه | - هنر بوم‌شناختی - هنر فمینیستی - تمام‌نگاری - چیدمان - هنر زمینی - فوتورئالیسم - هنر ویدئویی | - هنر بوم‌شناختی - گرافیتی - هنر پسانوگرا - نوهیجان‌نمایی | - هنر دیجیتال | - استاکیسم - وی‌جی |